# Agriades phereclus
Agriades phereclus är en fjärilsart som beskrevs av Grum-grshimailo 1890. Agriades phereclus ingår i släktet Agriades och familjen juvelvingar. Inga underarter finns listade i Catalogue of Life.